# آرامگاه یوسف اسماعیل آمل
بقعه یوسف اسماعیل  مربوط به سدهٔ ۹ ه.ق است و در شهرستان آمل، روستای کمانگرکلا واقع شده و این اثر در تاریخ ۱۰ خرداد ۱۳۸۲ با شمارهٔ ثبت ۸۸۱۱ به‌عنوان یکی از آثار ملی ایران به ثبت رسیده است بقعه قدیمی درویش اسماعیل قرار گرفته است. مقبره شیخ و عالم زاهد که نمای خارجی بقعه چهار گوش است این چهارگوش را بالاتر از تزئینات کشکولی و سینه کفتری گچی، بریده و هشت ضلعی به وجود اورده‌اند. گنبد کلاه درویشی آن هشت پراست و روی این هشت ضلعی بناشده است. در هر ضلعی بالای طاق نمای وسط، دو مستطیل است که داخل آنها کاشی کاری است بالای این قسمت کاشیکاری، دوازده قرنیس سینه کفتری و بالای آنها یازده و نیم دایره تزئینی از گچ ساخته‌اند. طرف در ورودی بقعه، مسجدی نوساز بعداً اضافه کرده‌اند. داخل بقعه چهارگوشه است و صندوقی ساده چوبین درمیان آن مرقد درویش اسماعیل را پوشانده است در مقابل بقعه سقانفاری تازه ساز به چشم می‌خورد.